# Welcome to the Freak Show
Welcome to the Freak Show es una grabación de audio y video en vivo de la agrupación musical DC Talk . Haciendo una crónica del Tour Jesus Freak en la primavera de 1996, fueron lanzados por separado con dos meses de diferencia en 1997 en CD y VHS, respectivamente. Más tarde se lanzó una versión en DVD en 2003. Cada versión ha sido certificada oro por la RIAA. Los listados de pistas difieren ligeramente entre los dos. Los videos seleccionados incluyeron un disco de audio adicional que sigue siendo una de las grabaciones más raras en el catálogo de DC Talk. La versión de audio ganó el premio Grammy de 1998 al Mejor Álbum de Rock Gospel.

## Fechas de lanzamiento
- VHS 17 de junio de 1997
- CD 26 de agosto de 1997
- DVD 21 de octubre de 2003

## Gira Jesús Freak
Jesus Freak lanzó en noviembre de 1995 con ventas de 85.000 unidades en la primera semana, un récord para un álbum cristiano en ese momento. Esto lo colocó en el n.º 16 en la lista Billboard 200. La anticipación ya era alta para la gira programada de 65 ciudades que comenzaría en la primavera de 1996, pero el sello discográfico de DC Talk, ForeFront Records, lanzó una campaña de marketing masiva para aumentar el interés. La gira debutó ante una multitud con entradas agotadas en el Bren Center en el campus de la Universidad de California en Irvine. Más tarde incluyó paradas en varios países europeos (lo cual está documentado en el video). Audio Adrenaline abrió para DC Talk en la gira.

## Versión de audio
La versión de audio se grabó en el noroeste del Pacífico, más específicamente en Portland, Oregon y Tacoma, Washington, como lo demuestra el diálogo de la banda en varios lugares, como después de "Like It, Love It, Need It" (Michael y Kevin bromean sobre lo que les gusta de Seattle). De notable ausencia es " Just Between You and Me", que fue el mayor éxito comercial del álbum. El ascenso de esta canción en las listas de Billboard fue el resultado de la asociación con Virgin Records que se produjo después del cierre de la gira. "Between You and Me" no se tocó hasta las últimas fechas de la gira, que fue posterior a la realización de esta grabación.

### Listado de pistas
| Album release |                                                          |                              |          |  |
| N.º           | Título                                                   | Original studio recording on | Duración |  |
| 1.            | «Help!» (The Beatles cover)                              | -                            | 1:02     |  |
| 2.            | «So Help Me God»                                         | Jesus Freak                  | 4:27     |  |
| 3.            | «Luv Is a Verb»                                          | Free at Last                 | 4:54     |  |
| 4.            | «Like It, Love It, Need It»                              | Jesus Freak                  | 7:58     |  |
| 5.            | «Colored People»                                         | Jesus Freak                  | 4:47     |  |
| 6.            | «Jesus Is Just Alright»                                  | Free at Last                 | 5:58     |  |
| 7.            | «What If I Stumble»                                      | Jesus Freak                  | 6:12     |  |
| 8.            | «In the Light» (Charlie Peacock cover)                   | Jesus Freak                  | 5:02     |  |
| 9.            | «Mind's Eye»                                             | Jesus Freak                  | 6:04     |  |
| 10.           | «It's the End of the World as We Know It» (R.E.M. cover) | -                            | 7:18     |  |
| 11.           | «Day By Day»                                             | Jesus Freak                  | 4:35     |  |
| 12.           | «Walls»                                                  | Nu Thang                     | 2:16     |  |
| 13.           | «Time Is...»                                             | Free at Last                 | 3:51     |  |
| 14.           | «Alas, My Love»                                          | Jesus Freak                  | 2:12     |  |
| 15.           | «The Hardway»                                            | Free at Last                 | 5:43     |  |
| 16.           | «Jesus Freak»                                            | Jesus Freak                  | 6:03     |  |

### Premios y reconocimientos
La grabación de audio fue galardonada con el premio Grammy de 1997 al "Mejor álbum de rock gospel". Fue certificado oro por la RIAA el 25 de octubre de 2000.

## Versión VHS

### Listado de pistas
1. "Help!" (The Beatles cover)
2. "So Help Me God"
3. "Luv Is a Verb"
4. "Colored People"
5. "Like It, Love It, Need It"
6. "What If I Stumble"
7. "In the Light"
8. "Mind's Eye"
9. "Day by Day"
10. "Walls/Time Is..."
11. "Alas, My Love"
12. "The Hardway"
13. "Jesus Freak"

### Descripción
El video fue filmado en una variedad de lugares de Estados Unidos. Esto se evidencia cuando los miembros de la banda usan ropa diferente dentro de las mismas canciones. Obviamente, las imágenes estaban empalmadas. Al igual que con la versión de audio, el éxito principal de dc Talk "Between You and Me" aún no se había agregado a la lista de canciones en el momento de la grabación. "Jesus Is Just Alright" y "It's the End of the World as We Know It (And I Feel Fine)" no se incluyeron en la grabación del video debido a limitaciones de tiempo. El video, sin embargo, agregó segmentos cortos entre canciones que fueron filmadas en varias paradas en Europa.

### Premios y reconocimientos del formato VHS
El video fue certificado oro por la RIAA el 2 de marzo de 1998.

## Versión DVD

### Listado de pistas
El DVD tiene la característica principal de las versiones de VHS, pero agrega las siguientes características adicionales:
1. "Jesus Freak" (music video)
2. "Just Between You and Me" (music video)
3. "Colored People" (music video)

## disco extra
Incluido con un número extremadamente selecto de videos en 1997 había un disco extra de cuatro canciones. La portada dice "EP de edición limitada", aunque es más comúnmente llamado "Disco extra de Freak Show" entre los coleccionistas de los lanzamientos más raros de dc Talk. Contiene el lanzamiento extremadamente raro de "Colored People (Organic Mix)".

### Listado de pistas
1. "In the Light" (Welcome to the Freak Show Live Version)
2. "Day by Day" (Welcome to the Freak Show Live Version)
3. "Colored People" (Organic Mix)
4. "What Have We Become?" (Jesus Freak Album Version)

## Créditos
Dc Talk
- Toby McKeehan – voz
- Michael Tait - voz
- Kevin Max – voz

Banda
 
Jason Halbert - teclados, órgano
Brent Barcus - guitarras
Mark Townsend - guitarras
Precio Otto - bajo
Will Denton – batería
Marvin Sims - percusión
Producción
 
Dan Brock - productor ejecutivo
Eddie DeGarmo - productor ejecutivo
Toby McKeehan - productor, mezcla
John Hampton - mezcla
Tim Roberge - ingeniero
Roberto Tassi - ingeniero
Stan Coty - ingeniero asistente
Joe Hayden - ingeniero asistente
Tim Roberts - ingeniero asistente
Jeff Boggs - edición
Damon Riley - asistente de edición
Erik Wolf – masterización
Luis Leluca – fotografía
Marta Neumann – fotografía
Tom Davis - dirección de arte
Kevin Max Smith - poesía, dirección de arte